# Kathleen Lévesque
 (février 2012).
Kathleen Lévesque est une journaliste d'enquête québécoise.
Originaire de Rimouski, après des études en littérature française et en journalisme à l'Université de Montréal, la journaliste a travaillé au journal Le Devoir de 1993 à 2013. Depuis 2013, la lauréate du prix Lizette-Gervais s'est jointe à l'équipe du journal La Presse.